# Prostaglandinesynthetaseremmer
Prostaglandinesynthetaseremmers zijn geneesmiddelen die de vorming van prostaglandinen remmen. Deze stoffen spelen een rol bij de ervaring en verwerking van pijn. Wanneer de productie hiervan wordt onderdrukt, wordt de pijn sterk gestild. Alle prostaglandinesynthetaseremmers zijn NSAID's ofwel niet-steroïde ontstekingsremmers. Hoewel paracetamol ook ingrijpt op het prostaglandinesysteem is het geen prostaglandinesynthetaseremmer. Hoewel in Nederland de meeste prostaglandineremmers zonder recept zijn te krijgen, is het gebruik gecontra-indiceerd voor vrouwen die zwanger willen worden, zwanger zijn of borstvoeding geven.
Prostaglandinesynthetaseremmers zijn in te delen in
- salicylaten, zoals acetylsalicylzuur, bekend als aspirine, en carbasalaatcalcium
- azijnzuurderivaten: diclofenac en indometacine
- oxicamzuurderivaten: piroxicam
- propionzuurderivaten: ibuprofen en naproxen
- pyrazolinonderivaten: antipyrine, ook bekend als fenazon, fenylbutazon, propyfenazon
- overigen: azapropazon, nambumeton, rofecoxib, tolfenaminezuur